# 耶尔巴尔加
耶尔巴尔加（Yelbarga），是印度卡纳塔克邦Koppal县的一个城镇。总人口11437（2001年）。

## 人口
该地2001年总人口11437人，其中男性5791人，女性5646人；0—6岁人口1666人，其中男891人，女775人；识字率57.99%，其中男性为68.66%，女性为47.04%。